# Andover (Iowa)
Andover és una població dels Estats Units a l'estat d'Iowa. Segons el cens del 2000 tenia 87 habitants.

## Demografia
Segons el cens del 2000, Andover tenia 87 habitants, 39 habitatges, i 26 famílies. La densitat de població era de 168 habitants per km².
Dels 39 habitatges en un 35,9% hi vivien nens de menys de 18 anys, en un 51,3% hi vivien parelles casades, en un 7,7% dones solteres, i en un 33,3% no eren unitats familiars. En el 30,8% dels habitatges hi vivien persones soles el 23,1% de les quals corresponia a persones de 65 anys o més que vivien soles. El nombre mitjà de persones vivint en cada habitatge era de 2,23 i el nombre mitjà de persones que vivien en cada família era de 2,77.
Per edats la població es repartia de la següent manera: un 26,4% tenia menys de 18 anys, un 4,6% entre 18 i 24, un 31% entre 25 i 44, un 17,2% de 45 a 60 i un 20,7% 65 anys o més.
L'edat mediana era de 40 anys. Per cada 100 dones de 18 o més anys hi havia 120,7 homes.
La renda mediana per habitatge era de 33.750 $ i la renda mediana per família de 36.250 $. Els homes tenien una renda mediana de 31.250 $ mentre que les dones 19.167 $. La renda per capita de la població era de 19.843 $. Entorn del 8% de les famílies i el 3,3% de la població estaven per davall del llindar de pobresa.

## Poblacions més properes
El següent diagrama mostra les poblacions més properes.